# Ђержоњов
Ђержоњов (пољ. Dzierżoniów) град је у Пољској у Војводству доњошлеском. По подацима из 2012. године број становника у месту је био 34 679.

## Становништво
| 2012.  |
| ------ |
| 34.679 |

## Партнерски градови
- Ланшкроун
- Crewe and Nantwich
- Gmina Serock